# Гродзисько (Свентокшиське воєводство)
Гродзисько (пол. Grodzisko) — село в Польщі, у гміні Радошиці Конецького повіту Свентокшиського воєводства.
Населення — 331 особа (2011).
У 1975—1998 роках село належало до Келецького воєводства.

## Демографія
Демографічна структура на день 31 березня 2011 року:
|          | Загалом | Допрацездатний вік | Працездатний вік | Постпрацездатний вік |
| -------- | ------- | ------------------ | ---------------- | -------------------- |
| Чоловіки | 167     | 33                 | 120              | 14                   |
| Жінки    | 164     | 24                 | 95               | 45                   |
| Разом    | 331     | 57                 | 215              | 59                   |